# Lanhères
Lanhères település Franciaországban, Meuse megyében. Lakosainak száma 55 fő (2022. január 1.). Lanhères Béchamps, Boinville-en-Woëvre, Buzy-Darmont és Rouvres-en-Woëvre községekkel határos.

## Népesség
A település népességének változása:
| Lakosok száma | 72   | 49   | 43   | 55   | 73   | 68   | 61   | 59   | 58   | 55   |
|               | 1968 | 1982 | 1990 | 2006 | 2013 | 2015 | 2017 | 2019 | 2020 | 2022 |